# 9227 Ashida
A 9227 Ashida (ideiglenes jelöléssel 1996 BO2) a Naprendszer kisbolygóövében található aszteroida. Kobajasi Takao fedezte fel 1996. január 26-án.